# Rue du Faubourg-Saint-Honoré
A Rue du Faubourg Saint-Honoré é uma rua de Paris, França. Nela estão localizadas diversas lojas de luxo famosas, como Lâncome, Rochas, Hermès, Houbigant, diversas embaixadas e a residência oficial do presidente da República Francesa, o Palácio do Eliseu. 
No número 25 da rua, há uma mansão que pertenceu a família Grimaldi, realeza de Mônaco, luxuosa e com jardim. Ela foi dividida em apartamentos e vendida. Na frente dela há a loja de Rene Caovilla. O apartamento do primeiro andar foi vendido por 34 milhões de euros e tem 490 metros quadrados de área. É ricamente decorado e manteve vários afrescos e decorações originais da família Grimaldi lá. Um luxo.
Quem souber mais informações sobre a história desse imóvel que pertenceu a família Grimaldi e fotos poderia acrescentar nessa edição. 

## Situação

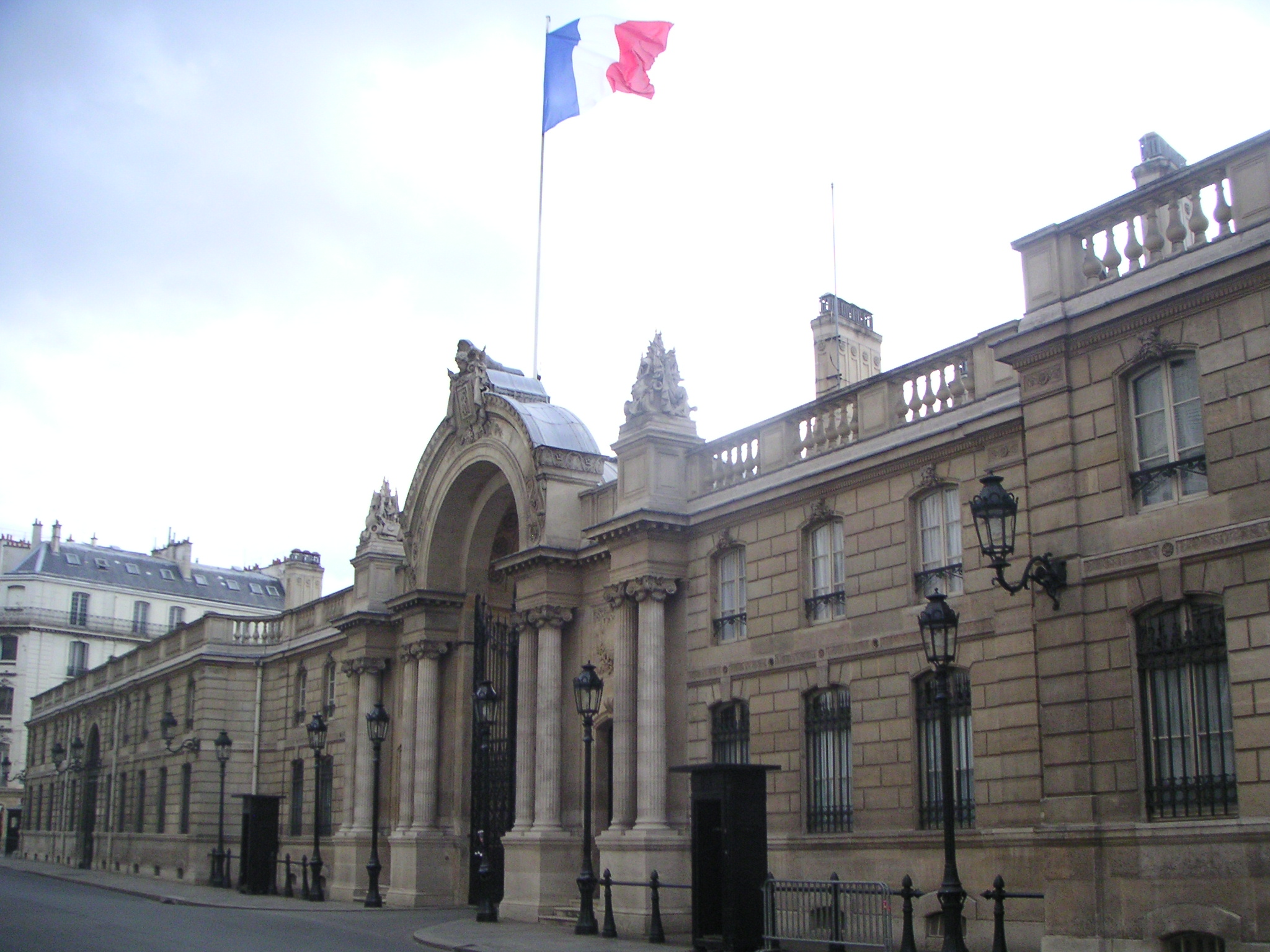
A entrada principal do Palácio do Eliseu, n° 55 da rue du Faubourg Saint-Honoré.

Os estilos mais novos em Paris podem vir de qualquer número de arrondissements, mas, dependendo da tradição, a medida confiável de estilo em Paris e estilo alto podem ser encontrados ao longo de 10 quarteirões da rue Saint-Honoré, da rua Cambon para Rue des Pyramides.